# 林恩避风港 (佛罗里达州)
林恩避风港（英語：Lynn Haven），是美国佛罗里达州貝縣下属的一座城市。建立于1913年。面积约为24.7平方公里（约合9.6平方英里）。根据2010年美国人口普查，该市有人口18,493人。论人口在本州排行第110。